# Moez Ben Cherifia

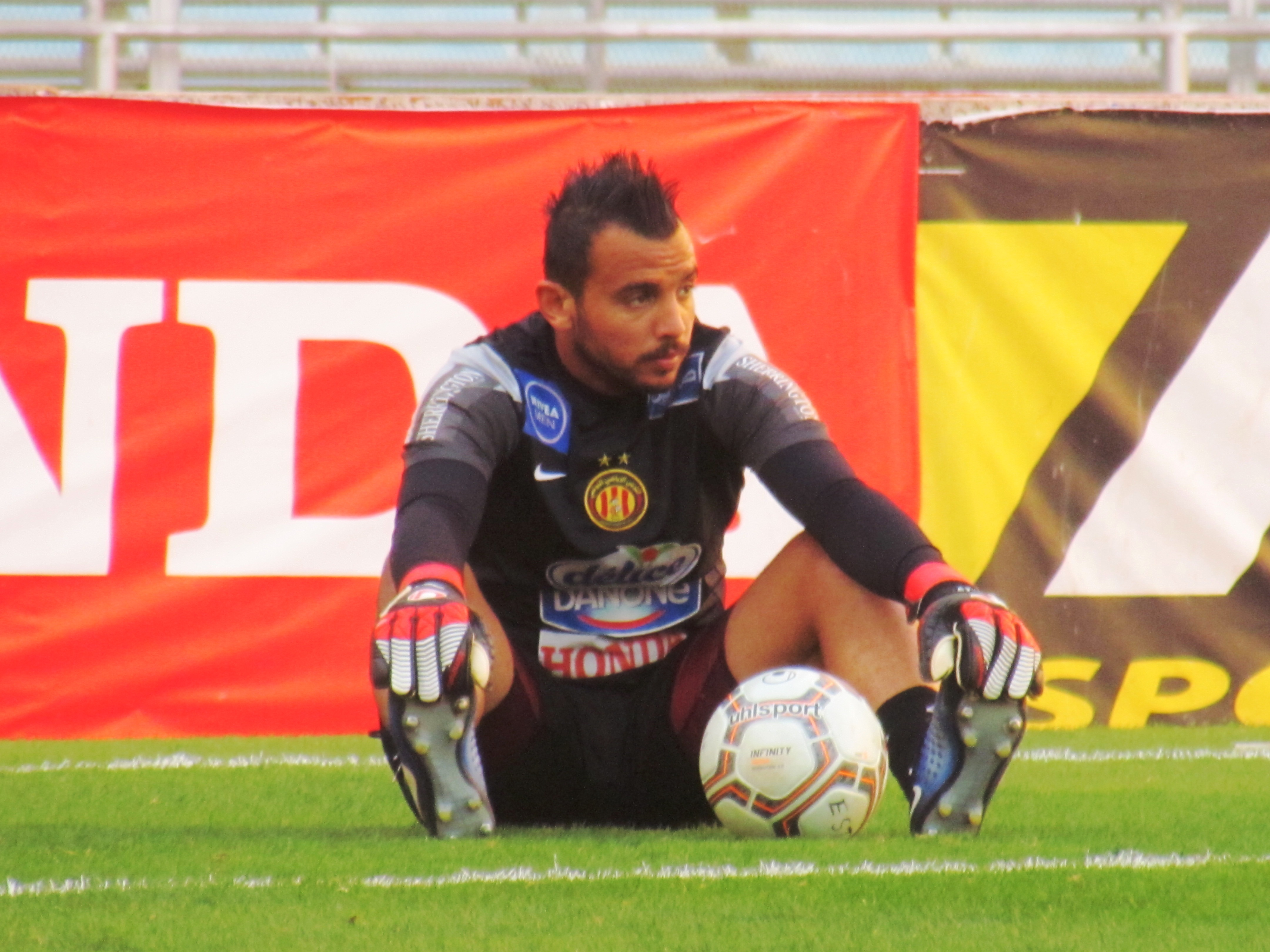
Moez Ben Cherifia sentado no gramado.

Moez Ben Cherifia (Tunis, 24 de junho de 1991) é um futebolista profissional tunisiano que atua como goleiro pelo Espérance de Tunis, um dos principais clubes da Tunísia.

## Carreira
Moez Ben Cherifia representou o elenco da Seleção Tunisiana de Futebol no Campeonato Africano das Nações de 2017.